# Brooklyn Heights, Ohio
Brooklyn Heights là một làng thuộc quận Cuyahoga, tiểu bang Ohio, Hoa Kỳ. Năm 2010, dân số của làng này là 1543 người.

## Dân số
- Dân số năm 2000: 1558 người.
- Dân số năm 2010: 1543 người.